# Leopold Graf Fugger von Babenhausen
Leopold Heinrich Karl Friedrich Maria Graf Fugger von Babenhausen (* 18. Juli 1893 in Ödenburg, Königreich Ungarn; † 8. Juli 1966 in Hamburg) war ein deutscher Generalmajor der Luftwaffe der Wehrmacht.

## Leben
Er war der Sohn des Fürsten Karl Georg Fugger von Babenhausen (1861–1925), Oberst und Kammerherr bei Franz Joseph I., und der Wiener Salonnière Eleonora Fugger von Babenhausen, geb. Prinzessin zu Hohenlohe-Bartenstein (1864–1945).
Fugger trat am 27. Januar 1913 in das Dragoner-Regiment „König“ (2. württembergisches) Nr. 26 der Württembergischen Armee ein. In diesem diente er, über den Ausbruch des Ersten Weltkrieges hinaus, als Eskadronoffizier und Zugführer an der Westfront. Im Juli 1915 wechselte er zur Fliegertruppe, wo er zum Beobachter ausgebildet wurde und in der Folge in der Feldflieger-Abteilung 31 diente. Nachdem er beide Klassen des Eisernen Kreuzes erhalten hatte, wurde er am 8. Juni 1917 mit dem Ritterkreuz des Militärverdienstordens ausgezeichnet. Im November 1917 erhielt er das Ritterkreuz des Königlichen Hausordens von Hohenzollern mit Schwertern und am 6. Juni 1918 das Ritterkreuz II. Klasse des Friedrichs-Ordens mit Schwertern. Nach Kriegsende schied Fugger am 2. Januar 1919 aus dem Militärdienst aus.
1924 heiratete Fugger in Wien Vera Czernin (1904–1959; bis 1919 Gräfin Czernin von Chudenitz und Morzin), mit der er vier Kinder hatte. Diese Ehe wurde 1936 geschieden und 1937 kirchlich annulliert. Vera Czernin heiratete im Juni 1938 den zu dieser Zeit von den Nationalsozialisten inhaftierten ehemaligen österreichischen Bundeskanzler Kurt Schuschnigg.
Am 1. Oktober 1935 wurde Fugger, unter gleichzeitiger Ernennung zum Hauptmann, für die Luftwaffe reaktiviert. Zunächst besuchte er bis Jahresende einen Lehrgang an der Luftbildschule Hildesheim. Danach diente er von Januar 1936 bis Januar 1938 als Bildoffizier beim Stab des Luftgaukommandos III in Berlin. Während dieser Zeit war er von Juli bis Ende Oktober 1937 im Stab der Legion Condor im Spanischen Bürgerkrieg eingesetzt. Von Januar 1938 an bis Ende August 1939 diente Fugger erneut im Stab der Legion Condor. Nach seiner Rückkehr nach Deutschland wurde er in die Zentralabteilung des Reichsluftfahrtministeriums versetzt, wo er bis Ende August 1939 als Referent tätig war. Am NS-Propagandafilm Im Kampf gegen den Weltfeind des Regisseurs Karl Ritter wirkte Fugger 1939 als militärischer Berater mit.
Mit Ausbruch des Zweiten Weltkrieges erhielt Fugger zum 1. September 1939 den Status eines Offiziers zur besonderen Verwendung und kam bis Mitte 1940 zur Einweisung auf den Flughafenbereich Neustadt. Vom 19. Januar 1940 bis Juli 1942 war er Zweiter Generalstabsoffizier (Ib) des Quartiermeisters bei der Luftflotte 4; in dieser Dienststellung wurde er am 1. August 1941 zum Oberst befördert. Von Juli 1942 bis Januar 1943 war er Flughafen-Bereichs-Kommandant 1 im Wehrkreis XVII (Wien), danach bis Juli 1943 Flughafen-Bereichs-Kommandant im Wehrkreis VIII (Breslau) und schließlich bis Anfang Mai 1945 Flughafen-Bereichs-Kommandant 6 im Wehrkreis IV (Sachsen). Am 30. Januar 1945 erfolgte seine Beförderung zum Generalmajor. In den letzten Kriegstagen war Fugger Chef des Stabes für Panzerbekämpfung beim Luftgau-Kommando VIII. Am 7. Mai 1945 kam er in sowjetische Kriegsgefangenschaft im Kriegsgefangenenlager 5110/48 Woikowo.
Fugger wurde am 25. Juni 1955 aus der Kriegsgefangenschaft entlassen und kam mit den letzten Heimkehrern nach Deutschland zurück. Er verstarb am 8. Juli 1966 in Hamburg.